# さぁ
『さぁ』は、SURFACEの3枚目のシングル。1998年11月11日にマーキュリー・ミュージックエンタテインメントより発売された。

## 解説
前作『ジレンマ』から約3か月ぶりに発売されたシングルであり、SURFACEとしてオリコン週間ランキング20位以内に初めてランクインした作品である。表題曲の「さぁ」は、SURFACE初のアニメタイアップ曲としてテレビアニメ『まもって守護月天!』のオープニングテーマに起用された。
シングルCD発売から17年後の2015年10月11日に放送されたTBS系『キングオブコント2015』にて、優勝を果たしたお笑いコンビ・コロコロチキチキペッパーズの決勝2戦目のネタで使用された。また、同年11月3日のコロコロチキチキペッパーズの単独ライブに椎名が出演し、椎名の歌に合わせてネタを披露、舞台上で初共演を果たす。また、同年11月28日にTBS系で放送された特番『ネプ＆ローラの爆笑まとめ！2015』でも共演した。
『キングオブコント2015』で注目されたことにより、2015年10月26日付のBillboard JAPAN Hot 100にて19位にランクインした。

## 収録曲
1. さぁ
作詞：椎名慶治、作曲：椎名慶治・永谷喬夫、編曲：SURFACE
  - テレビ朝日系テレビアニメ『まもって守護月天!』オープニングテーマ

歌詞は、椎名が原作漫画を読んだ上で書き上げられた（「月刊少年ガンガン」インタビュー記事より）
主人公、七梨太助の心の叫びが表現されており、オープニング映像のサビの部分では、太助が叫ぶアニメーションとなっている
2. 線
作詞：椎名慶治・野口圭、作曲：椎名慶治・永谷喬夫、編曲：SURFACE
  - アルバム『Phase』にも収録された
3. さぁ（ORIGINAL KARAOKE）
4. 線（ORIGINAL KARAOKE）